# Sara Malakul Lane
Sara Malakul Lane (thaiul: ซา ร่า มาลา กุล, született; 1983. február 1.–) thai–amerikai színésznő, egykori modell. 
Pályafutása során számos filmben jelent meg Thaiföldön és az Amerikai Egyesült Államokban. Leginkább a Kickboxer: A bosszú ereje és a Kickboxer: Megtorlás női főszereplőjeként ismert.

## Fiatalkora
Guamban született, édesapja, Alastair Lane skót, míg édesanyja, Thapthim Malakul na Ayudhaya thaiföldi származású. Édesanyján keresztül tagja a Csakri-dinasztiának, I. és II. Ráma Siam közvetlen leszármazottja. 
Az Egyesült Királyságban és Bangkokban nevelkedett, utóbbiban a thaiföldi Nist Nemzetközi Iskolában tanult. 

## Pályafutása
15 éves korában kezdte színészi pályafutását, miután abbahagyta a modellkedést és szerepet kapott az első televíziós sorozatában. Mielőtt az Amerikai Egyesült Államokba költözött, thai szappanoperákban vállalt szerepet.
Első szerepe a 2003-as A fenevad gyomrában című akciófilmben volt, a Steven Seagal által megformált főszereplő elrabolt lányát alakítva. Ezt követően a 2010-es Sharktopus szereplője volt Eric Robertsszel közösen. 2016-ban a Kickboxer: A bosszú ereje című filmben egy bangkoki nyomozót, a főszereplő szerelmét játszotta. 2018-ban megismételte szerepét a Kickboxer: Megtorlásban.

## Magánélete
Patrick Grove vállalkozó házastársa, négy gyermekük született. Szingapúrban él.

## Filmográfia

### Film
| Év   | Magyar cím                                  | Eredeti cím                           | Szerep                                 | Magyar hang        |
| ---- | ------------------------------------------- | ------------------------------------- | -------------------------------------- | ------------------ |
| 2003 | A fenevad gyomrában                         | Belly of the Beast                    | Jessica Hopper                         | Csondor Kata       |
| 2005 | Kitörés                                     | The Volcano Disaster                  | Angela                                 |                    |
| 2005 |                                             | Dumber Heroes                         | Gaywarin                               |                    |
| 2005 |                                             | Phraw rak khrap phom                  | Net                                    |                    |
| 2008 |                                             | Tied in Knots                         | Kate                                   |                    |
| 2011 |                                             | The Wayshower                         | Maylene                                |                    |
| 2011 |                                             | Baby, We'll Be Fine (rövidfilm)       | nő                                     |                    |
| 2012 |                                             | 12/12/12                              | Veronica                               |                    |
| 2013 |                                             | 100 Degrees Below Zero                | Taryn Foster                           |                    |
| 2014 | Börtöncsali                                 | Jailbait                              | Anna Nix                               |                    |
| 2014 |                                             | Pretty Perfect                        | Jessica                                |                    |
| 2014 |                                             | Pernicious                            | Samorn                                 |                    |
| 2015 |                                             | Jurassic City                         | Mandy                                  |                    |
| 2015 |                                             | Sun Choke                             | Savannah                               |                    |
| 2015 | Cápa tó                                     | Shark Lake                            | Meredith Hernandez                     | Ruttkay Laura      |
| 2015 | Cserkészkézikönyv zombiapokalipszis esetére | Scouts Guide to the Zombie Apocalypse | Beth Daniels (stáblistán nem szerepel) |                    |
| 2015 |                                             | Buddy Hutchins                        | Evelyn                                 |                    |
| 2016 |                                             | Wishing for a Dream                   | Mika Andrews                           |                    |
| 2016 |                                             | Beyond the Gates                      | Dahlia                                 |                    |
| 2016 |                                             | Shortwave                             | Jane                                   |                    |
| 2016 | Kickboxer: A bosszú ereje                   | Kickboxer: Vengeance                  | Liu                                    | Bogdányi Titanilla |
| 2017 | Ki figyeli Olivert?                         | Who's Watching Oliver                 | Sophia                                 |                    |
| 2017 |                                             | King Arthur's Sword                   | Morgana                                |                    |
| 2017 |                                             | Death Pool                            | Scarlet                                |                    |
| 2017 |                                             | The Domicile                          | Lucy                                   |                    |
| 2017 |                                             | Halloween Pussy Trap Kill Kill        | Amber Stardust                         |                    |
| 2018 | Kickboxer: Megtorlás                        | Kickboxer: Retaliation                | Liu                                    | Bogdányi Titanilla |
| 2018 |                                             | Shangri-La: Near Extinction           | Pax / Dr. Savatanand                   |                    |
| 2018 |                                             | Disposition (rövidfilm)               | Sarah Hitchens                         |                    |
| 2018 |                                             | All About the Afterglow               | Jade                                   |                    |
| 2019 |                                             | Captured                              | Sunny                                  |                    |

### Televízió
| Év   | Cím                  | Szerep               | Megjegyzések |
| ---- | -------------------- | -------------------- | ------------ |
| 2000 | Hua Jai Song Park    | Sunny (Tawanshine)   | minisorozat  |
| 2010 | Sharktopus           | Nicole Sands         | tévéfilm     |
| 2015 | Cowboys vs Dinosaurs | Dr. Sinclair         | tévéfilm     |
| 2025 | Love, Death & Robots | szurkoló nő (hangja) | 1 epizód     |

## Fordítás
- Ez a szócikk részben vagy egészben  a   Sara Malakul Lane című angol Wikipédia-szócikk ezen változatának fordításán alapul.  Az eredeti cikk szerkesztőit annak laptörténete sorolja fel. Ez a jelzés csupán a megfogalmazás eredetét és a szerzői jogokat jelzi, nem szolgál a cikkben szereplő információk forrásmegjelöléseként.